# Kyōryū Sentai Zyuranger
Kyōryū Sentai Zyuranger (恐竜戦隊ジュウレンジャー Kyōryū Sentai Jūrenjā?) (traducido como Escuadrón Dinosaurio Zyuranger) es el título de la 16.ª temporada de la franquicia Super Sentai Series, producida por Toei Company, y emitida en TV Asahi del 21 de febrero de 1992 al 12 de febrero de 1993, constando de 50 episodios. El título que le dio Toei a la serie para su distribución internacional es Galaxy Rangers. Esta sería la primera temporada Super Sentai en incorporar a un sexto integrante dentro del equipo, tradición que se mantiene hasta nuestros días. También fue la primera serie que incluyó elementos de fantasía en su historia alejándose del aire de ciencia ficción de las anteriores entregas.

## Argumento
Cinco jóvenes guerreros de una antigua civilización de dinosaurios evolucionados a humanos (恐竜人類 Kyōryū Jinrui?) son despertados en el presente después de 170 millones de años de animación suspendida, cuando su enemiga jurada, la bruja Bandora, es liberada sin querer de su contenedor mágico en el planeta Nemesis por dos astronautas. Los cinco guerreros, los Zyuranger, deben invocar el poder de deidades de apariencia mecánica conocidas como Shugozyu, cada una con la forma de una bestia prehistórica distinta, para proteger a la humanidad de las diabólicas fuerzas de Bandora. Un sexto guerrero, Burai, se involucrará más tarde en el conflicto entre los Zyuranger y Bandora.

## Personajes

### Zyuranger
- Geki (ゲキ?)/Tyranno Ranger (ティラノレンジャー Tirano Renjā?): Es el príncipe de la Tribu Yamato (ヤマト族 Yamato Zoku?), conocido como el "guerrero de la justicia". Es el líder de los Zyuranger. Aunque fue criado por los reyes de la tribu Yamato, en realidad fue adoptado por ellos después de que su padre biológico se rebelara contra el rey Yamato y fuera obligado a entregarle a Geki en adopción como castigo. Su bestia guardiana es el tiranosaurio.
- Gōshi (ゴウシ Gōshi?)/Mammoth Ranger (マンモスレンジャー Manmosu Renjā?): Es un caballero de la Tribu Sharma (シャーマ族 Shāma Zoku?), conocido como el "guerrero de la sabiduría". Tiene 27 años, es calmado, frío y tranquilo. Su sabiduría le permite idear estrategias para salvar a sus compañeros cuando son arrinconados. Perdió a sus padres siendo pequeño, y le crio su hermana mayor, que sacrificó su vida mientras luchaba contra las fuerzas de Bandora. Suele emplear en batallas técnicas de agarre a sus enemigos. Su bestia guardiana es el mamut.
- Dan (ダン?)/Tricera Ranger (トリケラレンジャー Torikera Renjā?): es un caballero de la Tribu Etof (エトフ族 Etofu Zoku?), conocido como el "guerrero del coraje". Es un valiente guerrero que siempre está dispuesto a entrar en batalla contra el enemigo, aunque suele tener tendencia a meterse en situaciones peligrosas antes de pensar dos veces las consecuencias. Tiene un carácter alegre que sirve como el punto cómico del equipo. Su bestia guardiana es el triceratops.
- Boi (ボーイ Bōi?)/Tiger Ranger (タイガーレンジャー Taigā Renjā?): Es un caballero de la Tribu Daim (ダイム族 Daimu Zoku?), conocido como el "guerrero de la esperanza". Es el más joven y el más curioso del equipo. También es el más enérgico y tiene muchos más reflejos que los otros. Por su corta edad, suele ganarse la amistad de los niños. Su bestia guardiana es el tigre dientes de sable.
- Mei (メイ?)/Ptera Ranger (プテラレンジャー Putera Renjā?): Es la princesa de la Tribu Risha (リシヤ族 Rishiya Zoku?), conocida como la "guerrera del amor" y la única niña del grupo. Aunque gentil y cariñosa, Mei es también una guerrera que se niega a perder, no importa lo duras que sean las circunstancias. Es excelente en el tiro con arco y su bestia guardiana es el pteranodon.
- Burai (ブライ?)/Dragon Ranger (ドラゴンレンジャー Doragon Renjā?): Es un caballero de la tribu Yamato, conocido como el "guerrero del poder". Es el hermano mayor biológico de Geki, de quien fue separado siendo un niño cuando su padre fue obligado a entregar a Geki en adopción a los reyes de la tribu Yamato tras rebelarse contra ellos. El padre de Burai usó el pretexto para atacar al rey y recuperar a Geki, pero fue derrotado. Antes de morir, le pidió a Burai que vengara su muerte. Burai se congeló a sí mismo en una cámara de sueño separada de los otros Zyuranger, y fue el último en revivir en el presente. Como Dragon Ranger, lleva una coraza dorada, y su bestia guardiana es Dragon Caesar. Al principio lucha contra los Zyurangers buscando cumplir la venganza de su padre matando a Geki, pero al final los dos hermanos se reconcilian y Burai se une al equipo en su lucha contra Bandora. En ese momento, el espíritu Clotho le cuenta que, por alguna razón, su vida está limitada, y está condenado a vivir dentro de una Habitación sin Tiempo ya que solo le quedan unas horas de vida, representadas por una vela verde de la habitación que se va consumiendo cuanto más tiempo pase en el mundo exterior, lo que le obliga a entrar en batalla solo de forma puntual y cuando sus amigos estén en serio peligro, ya que cuando la vela se consuma, morirá.

### Aliados
- Misterioso sabio Barza (不思議仙人バーザ Fushigi Sennin Bāza?): Es un mago blanco inmortal que sirve de mentor a los Zyuranger. Cuidó de ellos en su sueño mientras en los últimos tiempos trabajaba como conserje en el edificio de apartamentos Sakura, bajo el cual se enclava el templo subterráneo de los Zyuranger.
- Gnome (妖精ノーム Yōsei Nōmu?): Es un espíritu rey de los elfos, y un viejo amigo de Barza. Ayudó a los Zyuranger durante una batalla, y guarda la llave de Burai con la esperanza de que nunca reviva. Cuando su nieto Ryuta le quita la llave, Gnome intenta detenerle incluso aunque ello conlleve matarlo.
- Ryota (良太 Ryōta?): Es el nieto de Gnome. Hace 170 millones de años, Burai le salvó de una roca que estuvo a punto de aplastarle. En el presente, mientras vive en secreto entre los humanos, Ryota le roba la llave a Gnome y libera a Burai contra la voluntad de su abuelo, pero se siente traicionado al ver lo cruel que se ha vuelto Burai.
- La Tribu Apelo (アペロ族 Apero Zoku?): Eran los guardianes del huerto del reino de Dios hasta que el monstruo Dora Cockatrice les engaña para que se coman la fruta sagrada que tenían prohibida. Caídos en desgracia, fueron exiliados a la Isla Dalos y convertidos en monos. Tras el apresamiento de Bandora, se les confió los dos últimos huevos de dinosaurios para que los guardaran. Cuando Bandora lo supo, envió sus fuerzas para robar los huevos, y el príncipe Euro tuvo que desplazarse a Japón para encontrar a los Zyuranger.
  - Príncipe Euro (ユーロ王子 Yūro Ōji?): Está decidido a redimir a su gente, siendo el único que conoce la localización de los huevos. Al llegar a Japón se hace amigo de una niña llamada Emiko, pero les atacan los Golems cuando los Zyuranger van al rescate.
  - Barón Clockle (クロックル Kurokkuru?) y Daisy (デイジー Deijī?): Son los dos asistentes de Euro. Clocke es su mayordomo, mientras Daisy es su niñera. Usan para viajar un Volkswagen manipulado para volar, y Clocke fabricó unas gafas que permiten ver un portal hacia la dimensión del monstruo Cockatrice.
- El espíritu de la vida Clotho (命の精霊クロト Inochi no Seirei Kuroto?): Es una entidad que toma la forma de un niño y que posee el poder mismo de la vida. Cuando los Zyuranger entraron en animación suspendida, Burai les siguió en su propia cámara. Sin embargo, un terremoto aplastó la cámara, matando a Burai. Daizyuzin le pidió a Clotho que le devolviera la vida a Burai, ya que era el único que podía invocar a Dragon Caesar, y así lo hizo, pero de forma limitada. Después de que Burai abandonara el mal, Clotho se lo llevó a la Habitación sin Tiempo, diciéndole que solo le quedan unas horas de vida, y dejándole con una vela verde que representa el tiempo que le queda, advirtiéndole de que cuando se consuma del todo, Burai morirá. La Habitación sin Tiempo es un lugar en el que el tiempo no se mueve. Mientras Burai esté allí, la vela no arderá, pero cada vez que Burai salga de ella, la vela empezará a consumirse poco a poco.

### Arsenal
- Dino Buckler (ダイノバックラー Dainobakkurā?): El dispositivo de transformación de los Zyuranger. Funciona insertando la Dino Medalla de la bestia protectora de cada uno y gritando el nombre del dispositivo. Generalmente está colocado en un compartimento en la hebilla de su cinturón con la medalla hacia dentro y lo extraen cuando van a transformarse, quedando después a la vista como la hebilla del cinturón de sus trajes.
- Ranger Stick (レンジャースティック Renjā Sutikku?): El arma básica de los Zyuranger, puede convertirse en una espada llamada Ranger Sword (レンジャーソード Renjā Sōdo?) o en una pistola llamada Ranger Gun (レンジャーガン Renjā Gan?)
- Thunder Slinger (サンダースリンガー Sandā Suringā?): La segunda arma básica del equipo, tiene la forma de una resortera que dispara rayos ardientes.
- Ranger Slinger (レンジャースリンガー Renjā Suringā?): Es la combinación de los Ranger Guns con los Thunder Slingers.
- Howling Cannon (ハウリングキャノン Hauringu Kyanon?): Un gran cañón que se forma mediante la combinación de las cinco armas legendarias y que generalmente destruye a los monstruos con un solo disparo.
  - Ryugeki Sword (龍撃剣 Ryūgekiken?): La espada legendaria de Tyrano Ranger.
  - Moth Breaker (モスブレイカー Mosu Bureikā?): El hacha legendaria de Mammoth Ranger, que se puede convertir en rifle láser.
  - Tricelance (トリケランス Torikeransu?): El tridente de Tricera Ranger, que se puede dividir en dos lanzas cortas.
  - Saber Daggers (サーベルダガー Sāberu Dagā?): Las dos dagas de Tiger Ranger.
  - Ptera Arrow (プテラアロー Putera Arō?): El arco de Ptera Ranger.
- Zyusouken (獣奏剣 Jūsōken?): La daga de Dragon Ranger, con una flauta incorporada para invocar a Dragon Caesar, y que también le sirve de dispositivo de teletransporte entre la Habitación sin Tiempo y el mundo exterior.
- Dragon Armor (ドラゴンアーマー Doragon Āmā?) Es un escudo dorado que lleva Dragon Ranger cubriéndole su pecho, tiene la habilidad de reflejar ataques de enrrgía y curar a su portador.
- Road Zaurer 1 (ロードザウラー１ Rōdo Zaurā Wan?): Motocicleta individual de Tyrano Ranger.
- Side Zaurer 2 (サイドザウラー２ Saido Zaurā Tsū?): Motocicleta que conduce Mammoth Ranger y que tiene un sidecar para Tiger Ranger.
- Side Zaurer 3 (サイドザウラー３ Saido Zaurā Surī?): Motocicleta que conduce Tricera Ranger y que tiene un sidecar para Ptera Ranger.

### Mechas
Las Bestias Guardianas (守護獣 Shugojū?) son los dioses que adoraban las cinco antiguas tribus de las que provienen los Zyuranger. Originalmente tenían una forma única de Kyukyoku Daizyuzin antes de separarse en siete formas al debilitarse tras derrotar a Dai Satan. Cuando no las están pilotando, pueden hablar a los Zyuranger en sus formas individuales
- Daizyuzin (大獣神 Daijūjin?): Es la forma combinada de las cinco Bestias Guardianas principales. Primero adquiere la forma de Tanque Bestia Dino Tanker (獣戦車ダイノタンカー Jūsensha Daino Tankā?) a partir del comando "Combinación, Dino Mission" (合体・ダイノミッション Gattai Daino Misshon?), y después adquiere la forma de Daizyuzin con el comando "¡Invocación! Daizyuzin" (発動! 大獣神 Hatsudō! Daijūjin?).
  - Bestia Guardiana Tyrannosaurus (守護獣ティラノザウルス Shugojū Tiranozaurusu?): Lo pilota Tyrano Ranger y surge de bajo tierra. Es la más fuerte de las Bestias Guardianas principales y puede destruir a los monstruos con su onda Tyranno Sonic (ティラノソニック Tirano Sonikku?), también puede sujetarse con la cola para dar patadas voladoras a sus enemigos. Forma la cabeza y cuerpo de Daizyuzin.
  - Bestia Guardiana ZyuMammoth (守護獣ジューマンモス Shugojū JūManmosu?): Lo pilota Mammoth Ranger y surge de una zona glacial, puede lanzar por la trompa un gas congelante llamado Moth Blizzard (モスブリザード 'Mosu Burizādo?). Forma los brazos, la espalda y escudo de Daizyuzin.
  - Bestia Guardiana Triceratops (守護獣トリケラトプス Shugojū Torikeratopusu?): Lo pilota Tricera Ranger y surge de una zona desértica. Puede disparar los cuernos para capturar a los enemigos con sus cadenas, También está equipado con dos Tricera Cannon (トリケラカノン Torikera Kanon?) instalados en su cola. Forma la pierna izquierda de Daizyuzin.
  - Bestia Guardiana SaberTiger (守護獣サーベルタイガー Shugojū SāberuTaigā?): Lo pilota Tiger Ranger y surge de una zona de selva. Corre a una velocidad que excede a las de las otras bestias, y tiene dos pistolas láser en la cola llamadas Saber Gun (サーベルガン Sāberu Gan?). Forma la pierna derecha de Daizyuzin.
  - Bestia Guardiana Pteranodon (守護獣プテラノドン Shugojū Puteranodon?): Lo pilota Ptera Ranger y emerge del interior de un volcán, es la única bestia guardiana que puede volar y emite por las alas un par de rayos láser llamados Ptera Beam (プテラビーム Putera Bīmu?). Forma la parte superior del Dino Tanker y el pecho de Daizyuzin.
- Bestia Guardiana Dragon Caesar (守護獣ドラゴンシーザー Shugojū Doragon Shīzā?): Lo pilota Dragon Ranger, emerge de la bahía de Tokio cuando lo invoca la música del Zyusouken. Tiene un taladro en la cola y puede lanzar misiles por los dedos.
- Bestia Divina de Caballería Brachion (獣騎神キングブラキオン Jūkishin Kingu Burakion?): La más grande de las siete Bestias Guardianas, y la única que no tiene piloto, recuerda a un braquiosaurio y surge del valle de un bosque de niebla. Cuando apareció por primera vez, lo hizo para probar a Geki y Burai para ver si eran dignos de poseer los Thunder Slingers. Después de eso acudió en ayuda de los Zyurangers cuando fuera necesario ante la invocación de Tyrano Ranger "¡Aparece! ¡Bestia Divina Brachion! (現れよ、獣騎神キングブラキオン! Araware yo Jūkishin Kingu Burakion!?)"
- Gōryūzin (剛龍神 Gōryūjin?): Fruto de la combinación de Dragon Caesar con ZyuMammoth, Triceratops y SaberTiger. Puede disparar la aleta de su cabeza como proyectil.
- Zyutei Daizyuzin (獣帝大獣神 Jūtei Daijūjin?): Fruto de la combinación de Daizyuzin y Dragon Caesar. Ataca a sus enemigos con una onda de energía de su pecho.
- Ultimate Daizyuzin (究極大獣神 Kyūkyoku Daijūjin?): Cuando se combina con Dragon Caesar y Brachion, Daizyuzin asume su forma original de Ultimate Daizyuzin. es la combinación más poderosa de la serie.

### La banda de Bandora
La banda de Bandora (バンドーラ一味 Bandōra Ichimi?) son los enemigos de los Zyuranger. Vienen de la Tierra y surgieron hace 170 millones de años en la misma época que los Zyuranger. Tras ser sellados, dos astronautas los liberaron por accidente. Estableciéndose en la luna, en el Bandora Palace (バンドーラパレス Bandōra Paresu?), su intención es convertir la Tierra en un baldío, pero también aprovechan para causar todo el dolor que puedan a los Zyuranger.
- Bruja Bandora (魔女バンドーラ Majo Bandōra?): Era originalmente la reina de la Tribu Dall. Después de que su hijo Kai fuera asesinado por un tiranosaurio que le descubrió rompiendo sus huevos, Bandora vendió su alma al Gran Satán para adquirir el poder de convertirse en una bruja, y juró venganza contra los dinosaurios, matando a los niños como parte de su pacto con   Gran Satán, con la intención de eliminar también la raza humana. Se ve a sí misma como la bruja más grande de todos los tiempos, y tiene aparentemente habilidades mágicas sin fin, incluida la de hacer gigantes a sus monstruos Dora, gracias a su báculo mágico, el Dora Sceptre, con el que efectúa todos sus trucos de magia. Suele mirar a la Tierra a través de su telescopio llamado Dora-Scope.
- Grifforzar (グリフォーザー Guriffōzā?): Es un caballero que recuerda a un león y un grifo, que lleva la espada Grifocaliber IV y que puede volar con la ayuda de sus alas retráctiles. También es el marido de Lamie. Era mudo hasta el regreso de su esposa (él había reservado su voz para ella hasta entonces). Es muy violento y tiene una gran fuerza, manteniendo una rivalidad con Tyrano Ranger.
- Agente Secreta Escorpión Lamie (秘密蠍官ラミイ Himitsu Sasorikan Ramii?): Es una sirviente de Bandora con forma humana, que fue enviada en busca de los huevos de dinosaurio antes de que su señora y compañeros fueran sellados. Sin poder encontrar los huevos, se vio obligada a esperar 170 millones de años el regreso de su marido Grifforzar. Lleva el boomerang Lamie, una cuchilla con forma de media luna que también sirve de espada. Al crecer, adquiere la forma monstruosa de Lamie-Scorpion (ラミィスコーピオン Ramī Sukōpion?), con un aguijón eléctrico en la cabeza. Es una oponente peligrosa de los Zyuranger, especialmente cuando trabaja en equipo con su marido.
- Totpat (トットパット Tottopatto?): Es un monstruo vampiro sin alas que nunca ha probado la sangre y que es un reputado alquimista. Suele hablar muy rápido cuando se pone nervioso y puede tomar forma humana. Suele acompañar siempre a BukBak, a quien regaña por ser demasiado lento. Es en gran parte el elemento cómico de la banda.
- Bukbak (ブックバック Bukkubakku?): Es un hobgoblin de piel azul que graba todas las acciones malignas de Bandora. También puede asumir forma humana. Es extremadamente estúpido, de pocas luces, y un cobarde tramposo, que hará cualquier cosa para ganar. Suele tener siempre hambre, y junto a Totpat sirve de elemento cómico. Está armado con una pistola para la batalla, aunque no le suele servir casi nunca para nada.
- Puripurikan (プリプリカン Puripurikan?): Es un alfarero con apariencia de duende, que modela los monstruos Dora y los soldados Golem a partir de arcilla, y que está enfocado en su arte. No suele aparecer en batalla, y suele diseñar las estrategias. Aunque trabaja para Bandora, no es realmente un personaje malvado, sino más bien un artista excéntrico. Odia que le metan prisa, diciendo "No se puede apresurar la perfección, o la estropearás". Es extremadamente brillante y lo sabe casi todo.
- Dai Satán (大サタン Dai Satan?): Es un dios diabólico, el villano supremo de la serie. Tiene el aspecto de una cabeza de piel azul que flota en el aire. En el pasado, su archienemigo Kyukyoku Daizyuzin le desterró a otra dimensión. Utilizó a Bandora para destruir la Tierra hace 170 millones de años, y la utiliza ahora para terminar el trabajo. Solo Ultimate Daizyuzin puede oponerse a su magia, y cualquier otro mortal que lo intente será consumido por él. En el presente, Bandora arriesgó su propia vida en un ritual para invocarle.
- Kai (カイ Kai?): Es el despiadado hijo de Bandora. Murió cuando un dinosaurio le descubrió rompiendo sus huevos y se cayó al huir por un precipicio. Gran Satán le resucitó para que sirviera de piloto al Dora Talos. Por algún motivo, nunca deja que su madre le abrace, por más que ella lo desee.
- Dora Talos (ドーラタロス Dōra Tarosu?): Es un mecha gigante con forma de caballero blanco que pilota Kai.
- Soldados Golem (ゴーレム兵 Gōremu Hei?): Son guerreros de campo hechos de arcilla. Sus manos pueden adquirir las más variadas formas, como bolas de demolición o cuchillas. Pueden regenerar sus cuerpos tras ser destruidos.
- Soldados Golem Dokīta (ドキータゴーレム兵 Dokīta Gōremu?, 29-50): Son soldados Golem fabricados a partir de una arcilla especial llamada arcilla Dokīta, más poderosa que la anterior. Sus habilidades de regeneración son superiores, al punto que cuando se destruye uno, pueden surgir varios de sus restos. Pueden disparar rayos láser con los dedos, y solo se les puede destruir con los Thunder Slingers.

## Episodios
1. El nacimiento (誕生 Tanjō?)
2. Resurgimiento (復活 Fukkatsu?)
3. Lucha en la Tierra de la Desesperación (戦え絶望の大地 Tatakae Zetsubō no Daichi?)
4. Despertad, Armas Legendarias (甦れ伝説の武器 Yomigaere Densetsu no Buki?)
5. Los acertijos aterradores (怖～いナゾナゾ Kowāi Nazonazo?)
6. ¡Levántate! Daizyuzin (立て!! 大獣神 Tate!! Daijūjin?)
7. Puedo verte, puedo verte (みえる、みえる Mieru, Mieru?)
8. ¡Terror! Devorado en un instante (恐怖! 瞬間喰い Kyōfu! Shunkan Kui?)
9. ¡Corre! El príncipe de los huevos (走れタマゴ王子 Hashire Tamago Ōji?)
10. ¡Se acabó el ser monos! (猿はもうイヤ! Saru wa Mō Iya!?)
11. ¡Mi maestro! (ご主人さま! Goshujin-sama!?)
12. ¿¡Papá es un vampiro!? (パパは吸血鬼!? Papa wa Kyūketsuki!??)
13. ¡Fuego! La flecha dorada (射て! 黄金の矢 Ute! Ōgon no Ya?)
14. ¡Encógete! (小さくなァれ! Chiisaku Naare!?)
15. ¡Destrúyela! La súper espada oscura (破れ! 暗黒超剣 Yabure! Ankoku Chō Ken?)
16. La trama del gran estornudo (クシャミ大作戦 Kushami Dai Sakusen?)
17. ¡El sexto héroe! (六人目の英雄 Rokuninme no Hīrō!?)
18. La espada del hermano lleno de odio (憎しみの兄弟剣 Nikushimi no Kyōdai Ken?)
19. ¡La guerrera escorpión! (女戦士サソリ! Onna Senshi Sasori!?)
20. El último día de Daizyuzin (大獣神最期の日 Daijūjin Saigo no Hi?)
21. El gran alboroto de Shugozyu (守護獣大あばれ Shugojū Ōabare?)
22. ¡Combinación! Gōryūjin (合体! 剛龍神 Gattai! Gōryūjin?)
23. Amor, amor. La gran pelota mágica (好きすき超魔球 Suki Suki Chō Makyū?)
24. La esperanza hace nacer una tortuga (カメでまんねん Kame de Mannen?)
25. El parque donde habitan demonios (悪魔のすむ公園 Akuma no Sumu Kōen?)
26. Espíritus unidos en granizado (カキ氷にご用心 Kakigōri ni Goyōjin?)
27. Quiero comerme a Mei (メイを食べたい Mei o Tabetai?)
28. ¡Gran mejora! Los monstruos de arcilla (大改造! 粘土獣 Dai Kaizō! Nengo Jū?)
29. ¿¡Un misterio!? El ataque del dios bestia de caballería (謎!? 襲う獣騎神 Nazo!? Osō Jūkishin?)
30. ¡¡Llega Satan!! (サタンが来る!! Satan ga Kuru!!?)
31. ¡Renacido! El dios definitivo (復活! 究極の神 Fukkatsu! Kyūkyoku no Kami?)
32. Geki, enjuga tus lágrimas (ゲキよ涙を斬れ Geki yo Namida o Kire?)
33. ¡Enséñame! La joya del valor (教えて! 勇気玉 Oshiete! Yūkidama?)
34. ¡Vive, Burai! (ブライ生きて! Burai Ikite!?)
35. El guerrero ninja, Boi (忍者戦士ボーイ Ninja Senshi Bōi?)
36. ¡Destrózalo! El espejo de la muerte (くだけ! 死の鏡 Kudake! Shi no Kagami?)
37. Nace un dinosaurio (恐竜が生まれる Kyōryū ga Umareru?)
38. Las siete metamorfosis de la princesa Mei (メイ姫七変化!! Mei-hime Shichihenge?)
39. Las lágrimas de una bestia subterránea (地底獣の涙… Chitei Jū no Namida...?)
40. La partida mortal de Burai (ブライ死の出発 Burai Shi no Tabidachi?)
41. ¡¡Arde, Burai!! (燃えよブライ! Moe yo Burai!?)
42. Burai muere... (ブライ死す… Burai Shisu...?)
43. ¡Vuelve a la vida! Zyusouken (甦れ! 獣奏剣 Yomigaere! Jūsōken?)
44. ¡Espadachina! Lo mejor de Japón (女剣士! 日本一 Onna Kenshi! Nippon Ichi?)
45. El niño tonto (バカヤロー少年 Bakayarō Shōnen?)
46. ¡Se presentan! El escuadrón perverso (参上! 凶悪戦隊 Sanjō! Kyōaku Sentai?)
47. ¡Ábrete paso! La decisiva batalla final (突入! 最終決戦 Totsunyū! Saishū Kessen?)
48. El hijo de la oscuridad (闇からの息子 Yami Kara no Musuko?)
49. ¡¡Los dioses perdidos!! (神が負けた!! Kami ga Maketa!!?)
50. ¡Vivan los dinosaurios! (恐竜万歳! Kyōryū Banzai!?)

### Película
- Kyoryu Sentai Zyuranger Dino Video (恐竜戦隊ジュウレンジャー ダイノビデオ Kyōryū Sentai Juurenjā Daino Bideo?): Especial para video, estrenado en 1993.

## Reparto
- Geki: Yūta Mochizuki
- Gōshi: Seiju Umon
- Dan: Hideki Fujiwara
- Boi: Takumi Hashimoto
- Mei: Reiko Chiba
- Burai: Shirō Izumi
- Misterioso sabio Barza: Jun Tatara
- Espíritu de la vida Clotho: Mayumi Sakai
- Tyrannosaurus, Daizyujin y Goryuzin: Eiji Maruyama
- SaberTiger: Masaki Terasoma
- Bruja Bandora: Machiko Soga
- Grifforzar: Kan Tokumaru
- Lamie: Ami Kawai
- Totpat: Kaoru Shinoda
- Bukbak: Takeshi Watabe
- Puripurikan: Yutaka Ōyama
- Dai Satán: Masahiko Urano
- Kai: Issei Takahashi
- Narrador: Tōru Ōhira

## Temas musicales

### Tema de apertura
- Kyōryū Sentai Zyuranger (恐竜戦隊ジュウレンジャー Kyōryū Sentai Jūrenjā?)
  - Letra: Gōji Tsuno y Reo Rinozuka
  - Música: Gōji Tsuno
  - Arreglos: Kenji Yamamoto
  - Intérprete: Kenta Satō

### Tema de cierre
- Bōken Shite Rappapi-ya! (冒険してラッパピーヤ! Bōken Shite Rappapīya?, "Rappapi-ya, la aventura!")
  - Letra: Saburō Yatsude
  - Música: Yasuo Kosugi
  - Arreglos: Kenji Yamamoto
  - Intérprete: Gōji Tsuno

## Videojuego
El 6 de noviembre de 1992, Angel (subsidiaria de Bandai) publicó un videojuego de Kyōryū Sentai Zyuranger para la Famicom. Se trata de un videojuego de acción lateral en el que el jugador toma el control de un Zyuranger diferente en cada una de las cinco fases. Incluye dos niveles de dificultad y la posibilidad de passwords.

## Versiones en DVD
En la San Diego Comic Con de 2014, Shout! Factory anunció que publicarían la serie Zyuranger completa en DVD en los Estados Unidos, en versión original subtitulada al inglés, siendo la primera vez que una temporada de Super Sentai se publica íntegra y sin cortes en Norteamérica. El 17 de febrero de 2015, Zyuranger sale en DVD al mercado estadounidense.